# Schloss Prösels

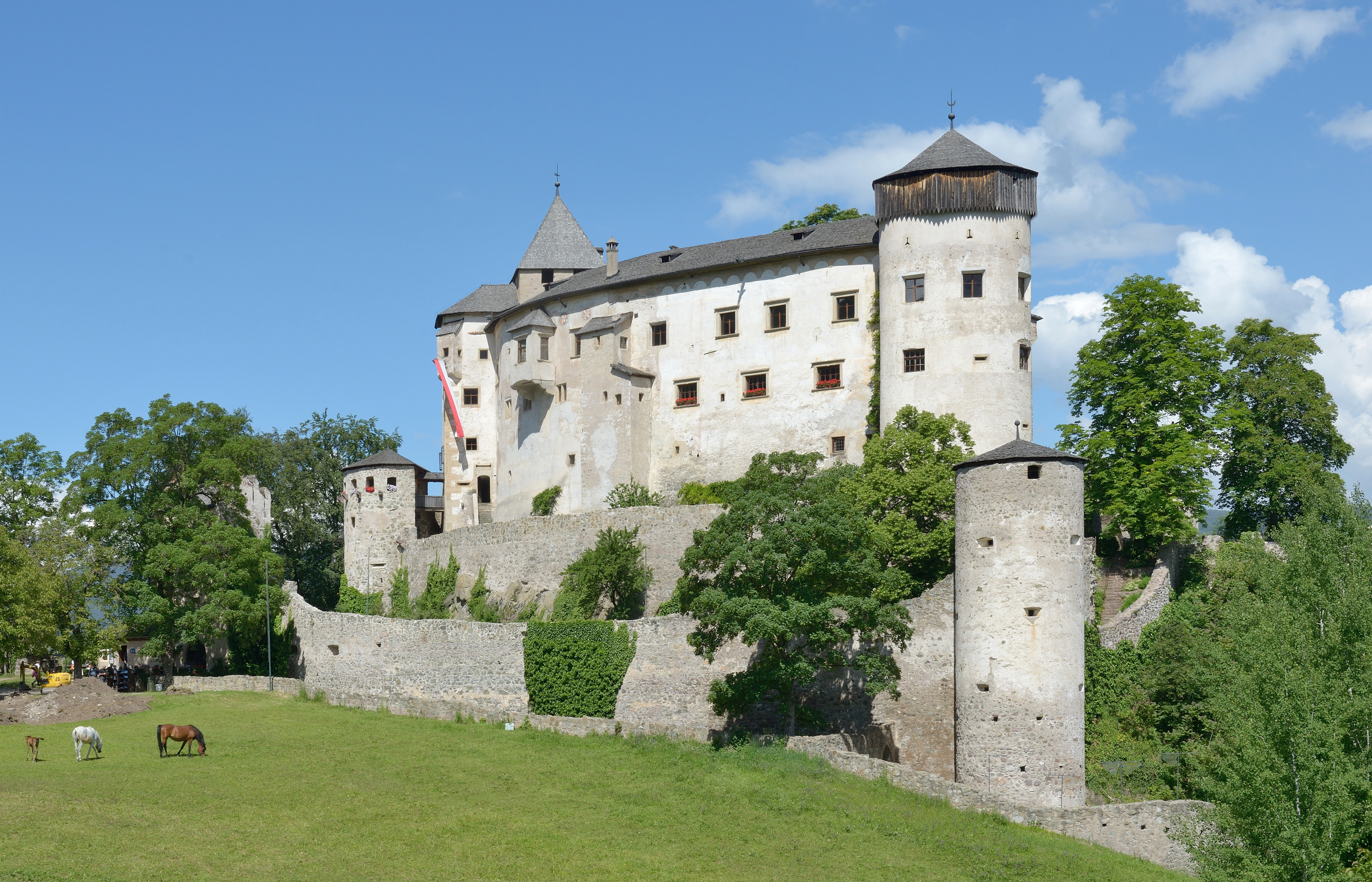
Schloss Prösels, 2013

Das Schloss Prösels liegt in der Gemeinde Völs am Schlern östlich von Bozen in Südtirol. Es ist die Stammburg der Herren von Völs, erstmals im Jahr 1279 urkundlich als „castrum Presil“ genannt, jedoch wahrscheinlich schon um 1200 errichtet. Ihre Blütezeit erlebte die Burg Anfang des 16. Jahrhunderts, als sie Leonhard der Ältere von Völs zu einer prunkvollen, spätgotischen Schlossanlage ausbauen ließ. Nach dem Aussterben der Herren von Völs und etlichen Besitzerwechseln wurde das Schloss im Jahr 1978 vom Kuratorium Schloss Prösels GmbH erworben. Heute finden auf dem Schlossgelände neben den traditionellen Schlossführungen auch zahlreiche kulturelle Veranstaltungen statt, wie z. B. Konzerte, Ausstellungen und Theateraufführungen.

## Geographische Lage

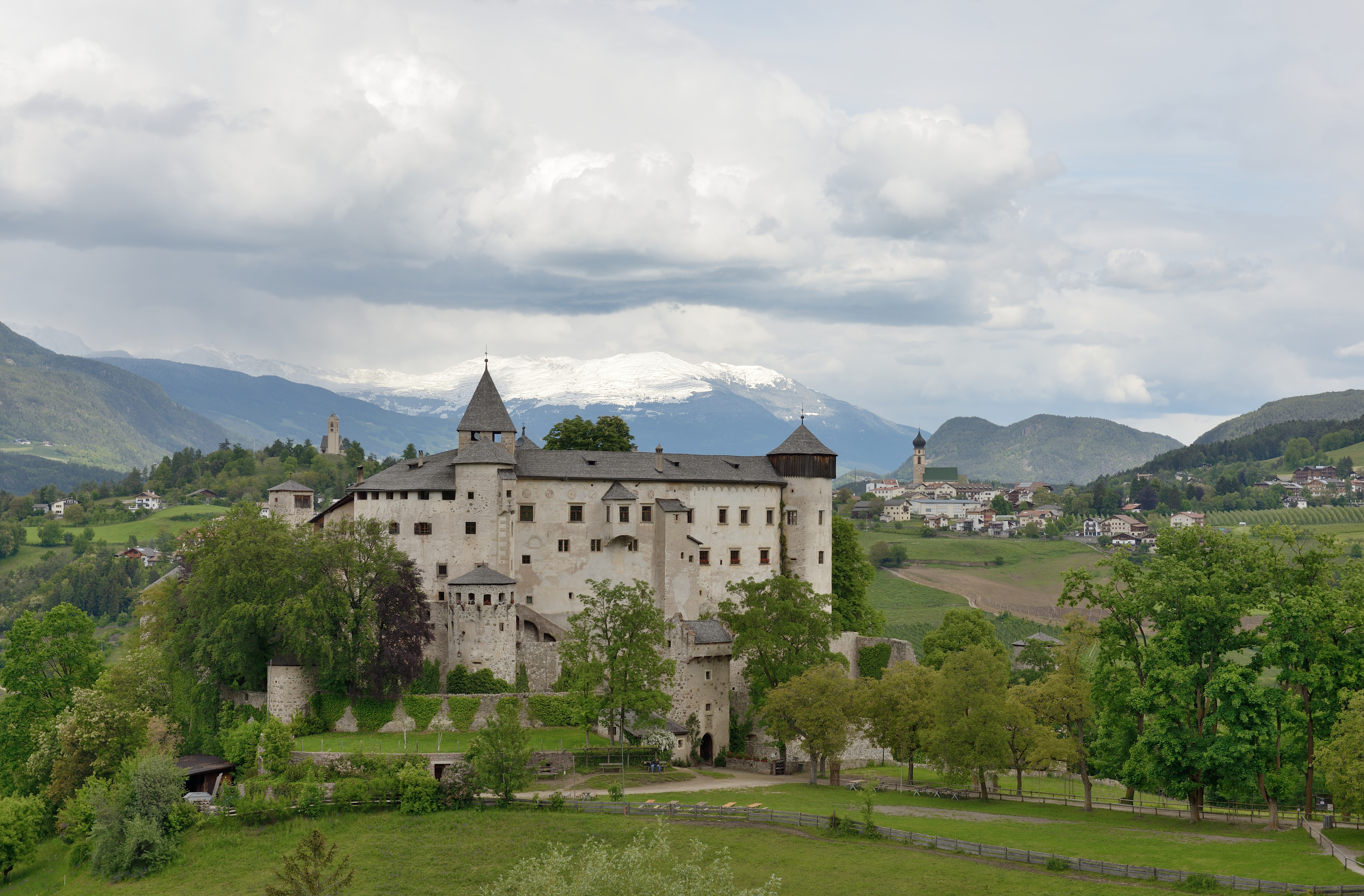
Schloss Prösels mit Völs im Hintergrund

Auf dem Weg vom im Talgrund des Eisacktals gelegenen Blumau ins mittelgebirgige Schlerngebiet befindet sich auf der rechten Seite ein markanter Felskopf, auf dem sich das alte Schloss Prösels erhebt. Es liegt in der Ortschaft Prösels, welche zur Gemeinde Völs am Schlern zählt und zwischen den beiden größeren Gemeindefraktionen Völs und Völser Aicha liegt.

## Geschichte

### Historische Anfänge
Erstmals wird die mittelalterliche Burg („castrum Presil“) in einer Urkunde aus dem Jahre 1279 erwähnt, während die Burgsiedlung im Jahr 1373 als „Bresels“ bezeugt ist. Laut Schneller liegt dem Namen lateinisch praesulis ‚dem Bischof gehörig‘ zugrunde. Erbaut wurde die Burg von den Herren von Völs, welche zunächst den Bischöfen von Brixen dienten. Zuerst wurde die Burg nach der dortigen Kapelle benannt, anschließend jedoch als Burg Prösels oder Burg Völs bezeichnet, da sie sich nicht weit vom Hauptdorf Völs befand. Nachdem der Machtbereich der Bischöfe von Brixen und Trient eingeschränkt wurde, erhielten die Herren von Völs als landesfürstliche Ministerialen die Burg.

### Leonhard der Ältere von Völs
Leonhard der Ältere von Völs war der bedeutendste Burgherr. Er nahm in jungen Jahren am Krieg gegen Venedig (1508–1516) teil und bekleidete von 1498 bis zu seinem Tod im Jahre 1530 das Amt des Landeshauptmannes an der Etsch und Burggrafen zu Tirol. Leonhard wirkte vor allem als Gutsverwalter und war mit dem Habsburgerkaiser Maximillian I. eng befreundet. Sein Leben war aber nicht nur durch seine administrativen Aufgaben gekennzeichnet, sondern fand auch in den Völser Hexenprozessen von 1506 und 1510 und dem Bauernaufstand von 1525 einen Höhepunkt. Leonhards größte Hinterlassenschaft stellt aber sicherlich das Schloss selbst dar, das er zum größten Teil erbauen ließ und bis heute fast gänzlich erhalten ist.

### Völser Hexenprozesse

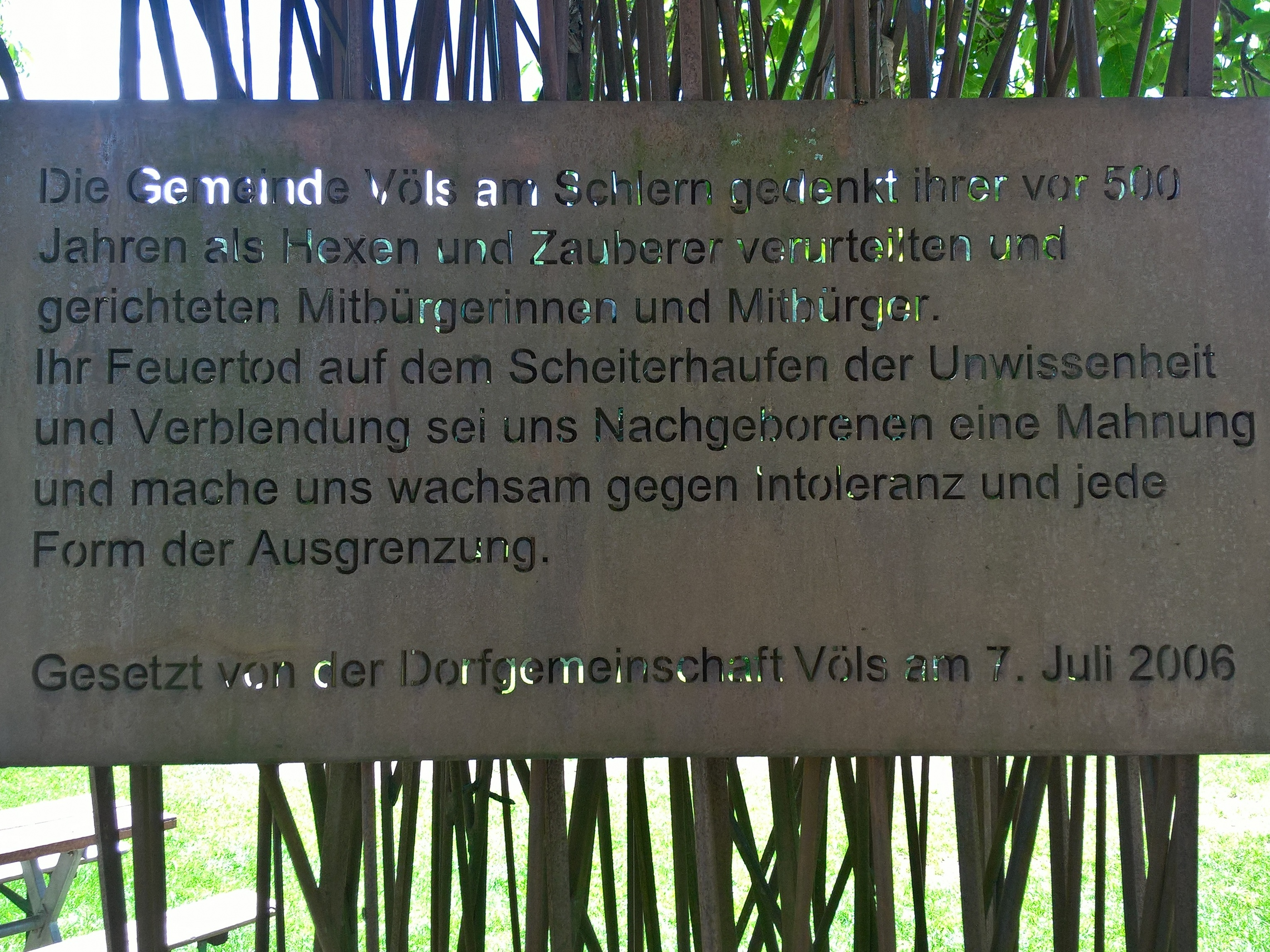
Gedenktafel

Vor 500 Jahren fanden auf Schloss Prösels Hexenprozesse statt, die für ungefähr 30 Menschen mit dem Todesurteil durch Verbrennen endeten. Nicht nur Frauen wurden der Hexerei beschuldigt, auch zwei Männern kosteten die Prozesse das Leben. Den Schuldigen warf man vor, sich dem Teufel unterworfen zu haben. Die Anklageschriften bezichtigten die Angeklagten des Mordes an den eigenen Kindern und beschuldigten sie, auf Besen durch die Luft geritten zu sein und an Teufelstänzen teilgenommen zu haben. Allerdings konnte bis heute nicht einwandfrei geklärt werden, an welcher Stelle die Hexenverbrennungen stattfanden.
Zum Gedenken an den ersten Hexenprozess im südlichen Teil Tirols haben die Gemeinden Völs und Kastelruth 2006 eine Skulptur mit Gedenktafel auf Schloss Prösels angebracht. Am 18. August 2006 wurde das historische Drama Anna Jobstin im Burghof von Schloss Prösels uraufgeführt. Anna Jobstin war die erste Angeklagte in der Hexenverfolgung von 1506.

### Kuratorium Schloss Prösels

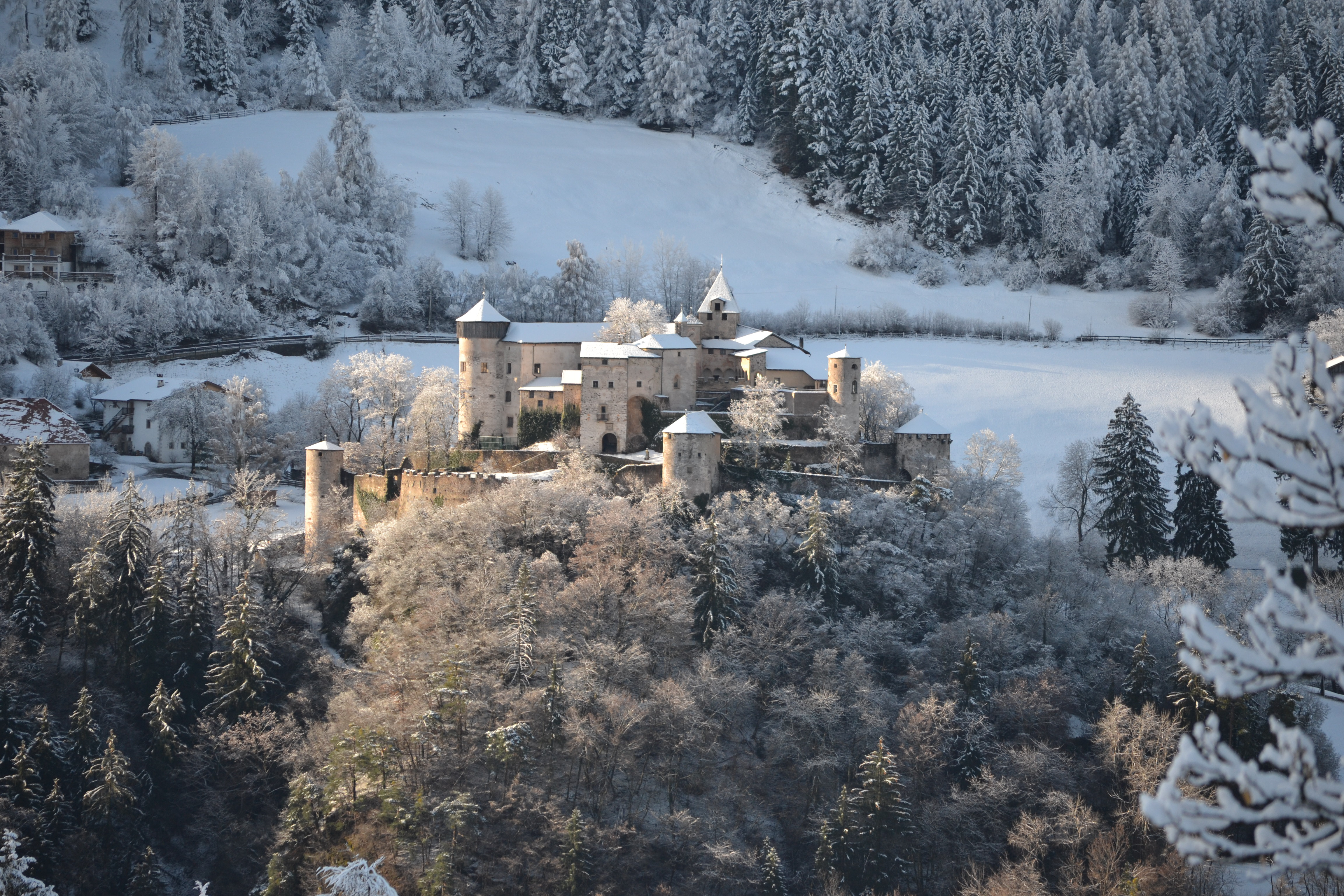
Schloss Prösels im Winter

1978 erwarb das neu gebildete Kuratorium Schloss Prösels die Burg. Dieses Konsortium aus Privatpersonen und den Gemeinden des Schlerngebietes (Kastelruth, Völs) sowie der Gemeinde Tiers ist bis heute der Schlossbesitzer. Nach abgeschlossener Restaurierung der Anlage wird sie seit dem Jahr 1982 als Austragungsort von verschiedenen kulturellen Veranstaltungen und für Führungen genutzt.
Am 5. Juli 2014 trafen sich Ministerpräsident Matteo Renzi und Bundeskanzler Werner Faymann anlässlich einer Tagung auf Schloss Prösels, womit es erstmals zu einer Zusammenkunft eines italienischen und österreichischen Regierungschefs auf Südtiroler Boden kam.

## Sehenswertes

### Kapelle
Ebenso von Leonhard erbaut wurde die Kapelle auf Schloss Prösels, welche der Heiligen Anna geweiht ist. Durch die Form des Portals und des Netzrippengewölbes erkennt man deutlich, dass die Kapelle aus dem 3. Jahrzehnt des 16. Jahrhunderts stammt. Besonders bemerkenswert am Gebäude ist ohne Zweifel die handwerklich herausragende Ausführung der baulichen Details.

### Waffensammlung

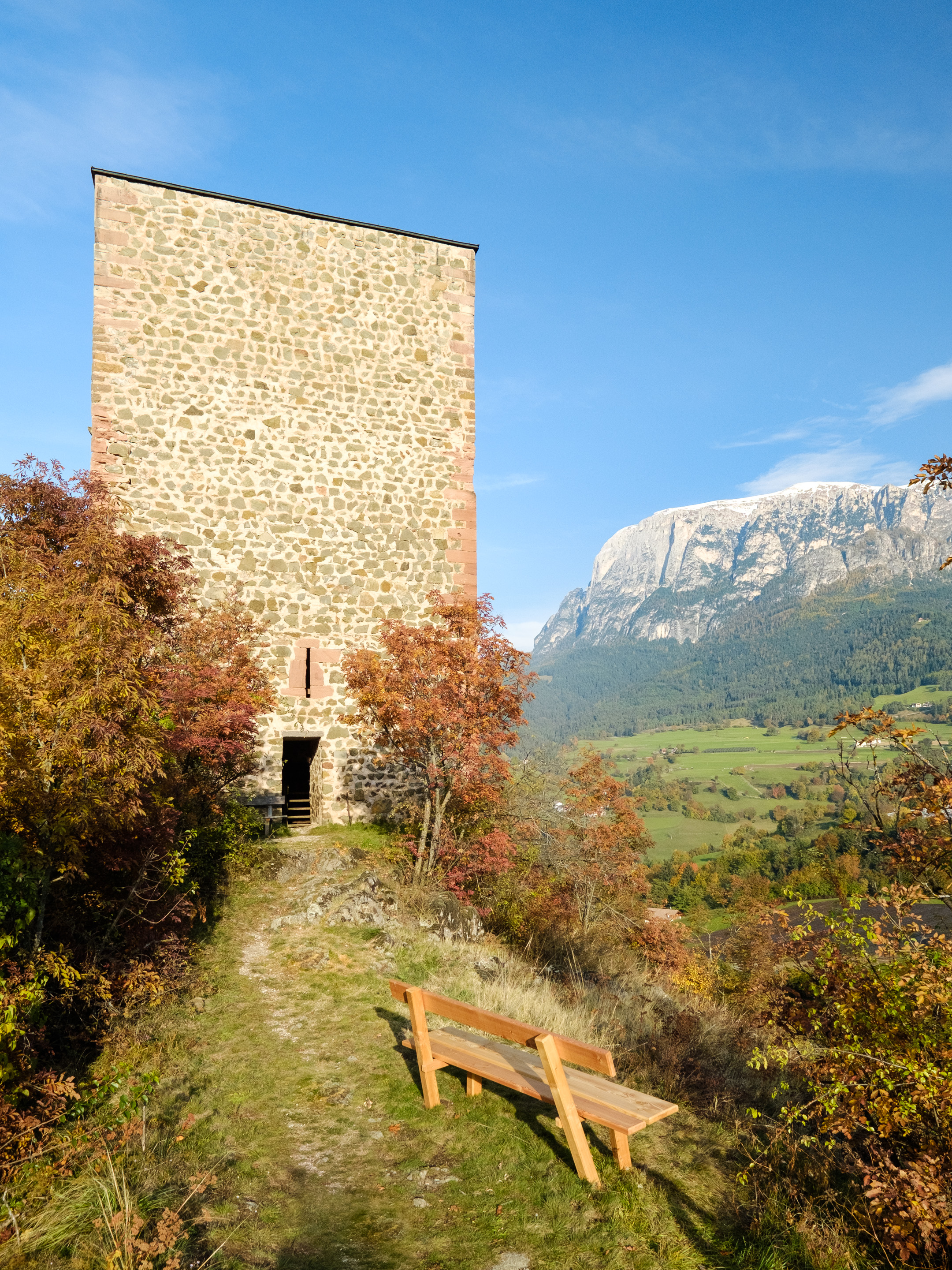
Pulverturm, rechts im Hintergrund der Schlern

Die Waffensammlung des Franz Anton von Kofler kam nach der Restaurierung des Schlosses als Leihgabe der Südtiroler Landesregierung auf die Burg. Die meisten der ausgestellten Objekte stammen aus dem 19. Jahrhundert und kommen unter anderem von den Schlachtfeldern in Solferino und Custoza (Italienische Unabhängigkeitskriege). Aber auch Stücke aus der Zeit Leonhards sind im Waffensaal zu finden. Besonders kurios ist die Rüstung eines Samuraikämpfers aus dem fernen Orient.

### Ausstellungsgalerie
Im sogenannten „Tischlerhaus“ auf Schloss Prösels finden seit dem Jahre 1982 in den Sommermonaten immer wieder Kunstausstellungen verschiedener Maler und Bildhauer statt. Jeder Künstler, der im Schloss seitdem zu Gast war, hinterließ jeweils ein Werk seiner Ausstellung. Somit bildete sich im Laufe der Jahre eine umfangreiche Bilder- und Skulpturensammlung, die im Rahmen der Schlossführungen besichtigt werden kann. In den Räumlichkeiten der Burg sind auch Kunstwerke der bekannten Künstlerin Lotte Copì zu finden. Außerdem sind im ehemaligen Wohntrakt der Herren von Völs die 98 verbliebenen Werke der berühmten Batzenhäusl-Sammlung aus Bozen zur Besichtigung ausgestellt.

### Pulverturm
Etwas oberhalb von Schloss Prösels befindet sich der geschichtlich eng mit der Anlage verbundene Pulverturm, ein bergfriedartiger Wehrturm (⊙).

## Kulturelle Darbietungen
Im Sommer werden im Schloss täglich Führungen angeboten. Außerdem finden kulturelle Veranstaltungen mit Musik, Kunst und Theater statt. Das Schloss kann für private Veranstaltungen, wie z. B. Hochzeiten oder sonstige Feiern, für einen Tag angemietet werden.